# Титов, Алексей Алексеевич (государственный деятель)
Алексей Алексеевич Титов — советский хозяйственный, государственный и политический деятель.

## Биография
Родился в 1936 году. Член КПСС.
В 1963—1987 — главный инженер Череповецкого горгаза, заведующий отделом, второй, первый секретарь Череповецкого горкома КПСС, второй, первый секретарь Вологодского горкома КПСС.
В 1987—1990 — заместитель, первый заместитель председателя Вологодского облисполкома.
В 1990—1991 — председатель Вологодского облисполкома.
В 1993—1995 — вице-президент Союза общественных объединений «Северо-Западное согласие».
В 1995—1997 — президент Ассоциации экономического взаимодействия территорий Северо-Запада.
В 1997—2000 — полномочный представитель президента РФ в Вологодской области.
Делегат XXV и XXVII съездов КПСС.
Умер в 2010 году в Вологде.

## Награды
- Орден Дружбы (1996)
- Орден Трудового Красного Знамени (17.07.1986)
- Орден Дружбы народов
- Орден Знак Почёта